# Singapores Grand Prix 2024
Singapores Grand Prix 2024 (officielt navn: Formula 1 Singapore Airlines Singapore Grand Prix 2024) var et Formel 1-løb, som blev kørt den 22. september 2024 på Marina Bay Street Circuit i Marina Bay, Singapore. Det var det attende løb i Formel 1-sæsonen 2024.

## Kvalifikation
| Pos.               | Nr. | Kører            | Konstruktør                  | Del 1    | Del 2    | Del 3     | Grid |
| ------------------ | --- | ---------------- | ---------------------------- | -------- | -------- | --------- | ---- |
| 1                  | 4   | Lando Norris     | McLaren-Mercedes             | 1.30,002 | 1.30,007 | 1.29,525  | 1    |
| 2                  | 1   | Max Verstappen   | Red Bull Racing-Honda RBPT   | 1.30,157 | 1.29,680 | 1.29,728  | 2    |
| 3                  | 44  | Lewis Hamilton   | Mercedes                     | 1.30,393 | 1.29,929 | 1.29,841  | 3    |
| 4                  | 63  | George Russell   | Mercedes                     | 1.30,811 | 1.30,153 | 1.29,867  | 4    |
| 5                  | 81  | Oscar Piastri    | McLaren-Mercedes             | 1.30,258 | 1.29,640 | 1.29,953  | 5    |
| 6                  | 27  | Nico Hülkenberg  | Haas-Ferrari                 | 1.30,724 | 1.30,150 | 1.30,115  | 6    |
| 7                  | 14  | Fernando Alonso  | Aston Martin Aramco-Mercedes | 1.30,684 | 1.30,450 | 1.30,214  | 7    |
| 8                  | 22  | Yuki Tsunoda     | RB-Honda RBPT                | 1.30,716 | 1.30,289 | 1.30,354  | 8    |
| 9                  | 16  | Charles Leclerc  | Ferrari                      | 1.30,786 | 1.29,747 | Ingen tid | 9    |
| 10                 | 55  | Carlos Sainz Jr. | Ferrari                      | 1.30,670 | 1.30,108 | Ingen tid | 10   |
| 11                 | 23  | Alexander Albon  | Williams-Mercedes            | 1.30,679 | 1.30,474 | N/A       | 11   |
| 12                 | 43  | Franco Colapinto | Williams-Mercedes            | 1.30,704 | 1.30,481 | N/A       | 12   |
| 13                 | 11  | Sergio Pérez     | Red Bull Racing-Honda RBPT   | 1.30,624 | 1.30,579 | N/A       | 13   |
| 14                 | 20  | Kevin Magnussen  | Haas-Ferrari                 | 1.30,829 | 1.30,653 | N/A       | 14   |
| 15                 | 31  | Esteban Ocon     | Alpine-Renault               | 1.30,958 | 1.30,769 | N/A       | 15   |
| 16                 | 3   | Daniel Ricciardo | RB-Honda RBPT                | 1.31,085 | N/A      | N/A       | 16   |
| 17                 | 18  | Lance Stroll     | Aston Martin Aramco-Mercedes | 1.31,094 | N/A      | N/A       | 17   |
| 18                 | 10  | Pierre Gasly     | Alpine-Renault               | 1.31,312 | N/A      | N/A       | 18   |
| 19                 | 77  | Valtteri Bottas  | Kick Sauber-Ferrari          | 1.31,572 | N/A      | N/A       | 19   |
| 20                 | 24  | Zhou Guanyu      | Kick Sauber-Ferrari          | 1.32,054 | N/A      | N/A       | 20   |
| 107%-tid: 1.36,302 |     |                  |                              |          |          |           |      |
| Kilde:             |     |                  |                              |          |          |           |      |

## Resultat
| Pos.                                                            | Nr. | Kører            | Konstruktør                  | Omgange | Tid/Udgået    | Startpos. | Point |
| --------------------------------------------------------------- | --- | ---------------- | ---------------------------- | ------- | ------------- | --------- | ----- |
| 1                                                               | 4   | Lando Norris     | McLaren-Mercedes             | 62      | 1:40.52,571   | 1         | 25    |
| 2                                                               | 1   | Max Verstappen   | Red Bull Racing-Honda RBPT   | 62      | +20,945       | 2         | 18    |
| 3                                                               | 81  | Oscar Piastri    | McLaren-Mercedes             | 62      | +40,823       | 5         | 15    |
| 4                                                               | 63  | George Russell   | Mercedes                     | 62      | +1.01,040     | 4         | 12    |
| 5                                                               | 16  | Charles Leclerc  | Ferrari                      | 62      | +1.02,430     | 9         | 10    |
| 6                                                               | 44  | Lewis Hamilton   | Mercedes                     | 62      | +1.25,248     | 3         | 8     |
| 7                                                               | 55  | Carlos Sainz Jr. | Ferrari                      | 62      | +1.36,039     | 10        | 6     |
| 8                                                               | 14  | Fernando Alonso  | Aston Martin Aramco-Mercedes | 61      | +1 omgang     | 7         | 4     |
| 9                                                               | 27  | Nico Hülkenberg  | Haas-Ferrari                 | 61      | +1 omgang     | 6         | 2     |
| 10                                                              | 11  | Sergio Pérez     | Red Bull Racing-Honda RBPT   | 61      | +1 omgang     | 13        | 1     |
| 11                                                              | 43  | Franco Colapinto | Williams-Mercedes            | 61      | +1 omgang     | 12        |       |
| 12                                                              | 22  | Yuki Tsunoda     | RB-Honda RBPT                | 61      | +1 omgang     | 8         |       |
| 13                                                              | 31  | Esteban Ocon     | Alpine-Renault               | 61      | +1 omgang     | 15        |       |
| 14                                                              | 18  | Lance Stroll     | Aston Martin Aramco-Mercedes | 61      | +1 omgang     | 17        |       |
| 15                                                              | 24  | Zhou Guanyu      | Kick Sauber-Ferrari          | 61      | +1 omgang     | 20        |       |
| 16                                                              | 77  | Valtteri Bottas  | Kick Sauber-Ferrari          | 61      | +1 omgang     | 19        |       |
| 17                                                              | 10  | Pierre Gasly     | Alpine-Renault               | 61      | +1 omgang     | 18        |       |
| 18                                                              | 3   | Daniel Ricciardo | RB-Honda RBPT                | 61      | +1 omgang     | 16        |       |
| 192                                                             | 20  | Kevin Magnussen  | Haas-Ferrari                 | 57      | Punktering    | 14        |       |
| Ret                                                             | 23  | Alexander Albon  | Williams-Mercedes            | 15      | Overophedning | 11        |       |
| Hurtigste omgang: Daniel Ricciardo (RB) - 1.34,486 (omgang 60)1 |     |                  |                              |         |               |           |       |
| Kilde:                                                          |     |                  |                              |         |               |           |       |

Noter:
↑1 - Daniel Ricciardo satte den hurtigste omgang, men blev ikke givet et ekstra point for det, da point for hurtigste omgang kun gives hvis køreren slutter i top 10 i ræset.
↑2 - Kevin Magnussen udgik af ræset, men blev klassificeret som færdiggjort, i det at han havde kørt mere end 90% af ræsdistancen.

## Stilling i mesterskaberne efter løbet
| Pos. | Kører            | Point |
| ---- | ---------------- | ----- |
| 1    | Max Verstappen   | 331   |
| 2    | Lando Norris     | 279   |
| 3    | Charles Leclerc  | 245   |
| 4    | Oscar Piastri    | 237   |
| 5    | Carlos Sainz Jr. | 190   |

| Pos. | Konstruktør           | Point |
| ---- | --------------------- | ----- |
| 1    | McLaren-Mercedes      | 516   |
| 2    | Red Bull-Honda RBPT   | 475   |
| 3    | Ferrari               | 441   |
| 4    | Mercedes              | 329   |
| 5    | Aston Martin-Mercedes | 86    |